# Elezioni parlamentari in Danimarca del 2007
Le elezioni parlamentari in Danimarca del 2007 si tennero il 13 novembre per il rinnovo del Folketing. In seguito all'esito elettorale, Anders Fogh Rasmussen, espressione di Venstre, fu confermato Ministro di Stato; nell'aprile 2009 fu sostituito da Lars Løkke Rasmussen, esponente dello stesso partito.

## Risultati
| Liste                         | Voti      | %     | Seggi |
| ----------------------------- | --------- | ----- | ----- |
| Venstre                       | 908 472   | 26,26 | 46    |
| Socialdemocratici             | 881 037   | 25,47 | 45    |
| Partito Popolare Danese       | 479 532   | 13,86 | 25    |
| Partito Popolare Socialista   | 450 975   | 13,04 | 23    |
| Partito Popolare Conservatore | 359 404   | 10,39 | 18    |
| Sinistra Radicale             | 177 161   | 5,12  | 9     |
| Nuova Alleanza                | 97 295    | 2,81  | 5     |
| Alleanza Rosso-Verde          | 74 982    | 2,17  | 4     |
| Democratici Cristiani         | 30 013    | 0,87  | –     |
| Altri                         | 549       | 0,02  | –     |
| Fær Øer e Groenlandia         | –         | –     | 4     |
| Totale                        | 3 459 420 | 100   | 175   |